# イベリア人

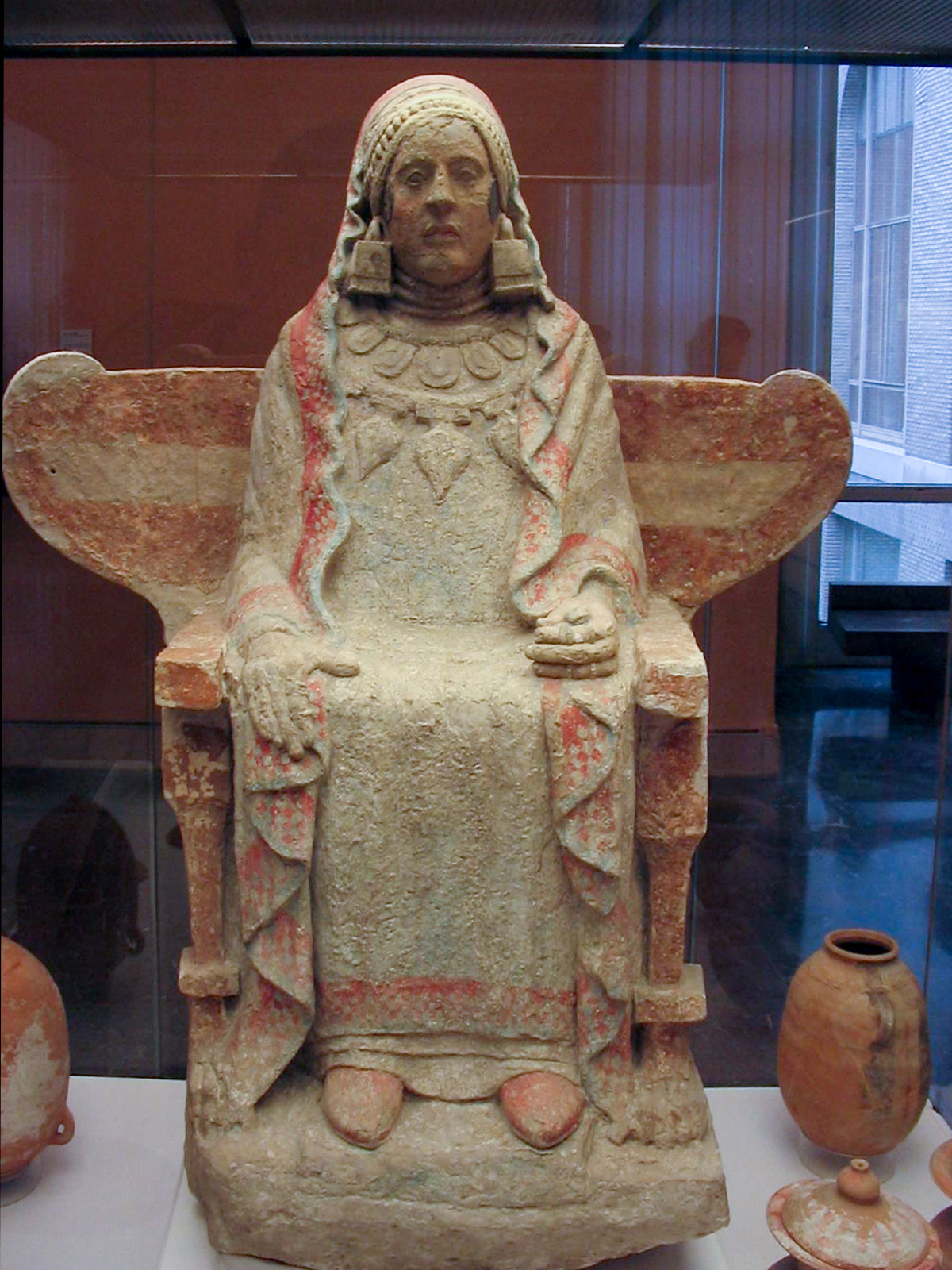
グラナダ県バサから出土した「バサの貴婦人」。イベリア美術の代表例

イベリア人（スペイン語:Iberos）は、先史、古代からイベリア半島に住んでいた人々を指す、古代ギリシャ・古代ローマの文献に現れた名称。
イベリア人という名称を、古代の記述家たちは2通りに用いた。一つは最も一般的な、イベリア半島に住む人々の総称としてである。もう一つはさらに民族学的に制限された、紀元前6世紀に既にフェニキアやギリシャからの文化的影響を受けていた半島の南岸および東岸に住む人々の名称としてである。
イベリア人は文化、民族集団、または国としての定義が不明瞭である。この名称は、半島に暮らす、ローマ以前の鉄器時代文明に属する住民を総称した、総括的な言葉である。

## 歴史的な記述
最初にイベリア人について言及したのは、古代ギリシャの歴史学者・地理学者たちである。興味深いことに、彼らは現在のグルジア南部の先住民をもイベリア人（コーカサス・イベリア人）と呼んでいた。最初、ギリシャ人たちはイベリアという名称を地中海西部沿岸を意味するものとして用いていた。続いて、イベリアは、半島全体を指す名称となった。イベリアとは半島で暮らす人々全てを指すようになったのである。
地中海西部沿岸のイベリア人に関する最古の記述は、4世紀の著述家アウィエヌスの『オラ・マリティマ』で、紀元前530年頃にマルセイユからやってきた船乗りの話に登場する。
記述者たちのほとんどが、川の名前から人々をまさにイベリア人と名づけたと記録している。しかし川は反抗的なヴァスコン人たちの土地へは流れていない。川に面した町とその周辺地域全体が西にあり、イベリアと呼ばれていた。しかし、イベリアの東にはタルテッソス人とシルビセノス人（cilbicenos）の領域で占められていた。
アッピアノスも、イベリアの町と村について触れているが、この時代には消滅してしまっていた。彼が言及したのはかつてのアンダルシア西部についてである。ストラボンは彼以前の書物を基本としてイベリアについて記述を残した。彼はタルテッソスの子孫であるトゥルデタニアの諸都市に言及している。全体的に、プリニウスやその他ラテン語歴史家たちは、ローマ領ヒスパニアの先住民として、半島に住む人々に限定して軽く触れている。

## イベリア人の起源

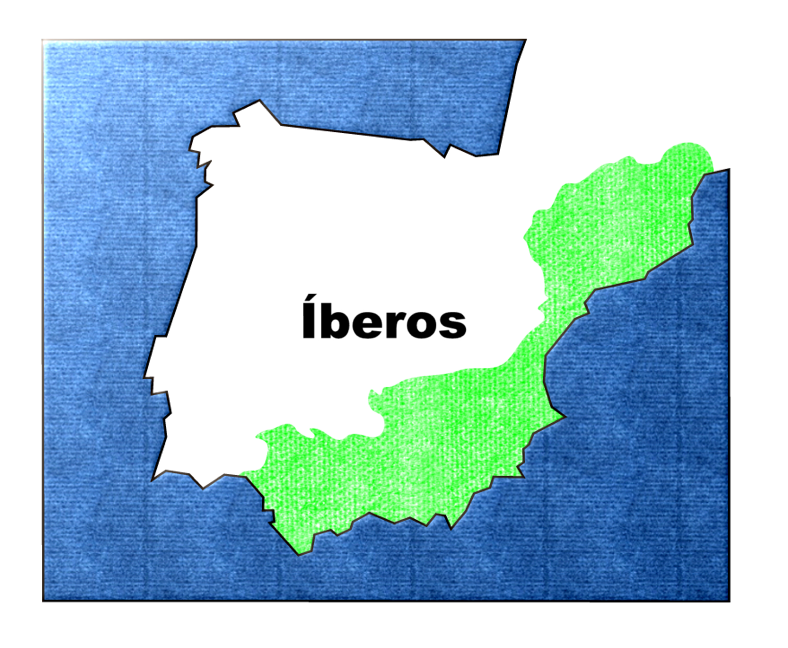
Ibero（イベリア人）が居住していたおおよその位置

上記で現れた都市は共通した特徴を持っているが、イベリア人は均一な民族集団ではなく、多くの点で異なっていた。イベリア人の起源の詳細は不明であるが、その成り立ちを推測するいくつかの説がある。
- 新石器時代にイベリア半島にやってきた。また、紀元前5千年から紀元前3千年の間にやってきた。考古学的証拠から、ほとんどの学者がこの説を支持している。人類学上、そして遺伝学上の観点から、イベリア人は地中海沿岸地方のさらに東からやってきたとされる。　イベリア人は最初イベリア半島東岸に沿って定住し、のちに半島全体へ広まっていったことは確かである。
- イベリア人が北アフリカからやってきたという説もあるが、疑問視されている。
- 上記とは異なる説として、西ヨーロッパや、この地にもいた巨石文明の人々またはその子孫がイベリア人の先祖であるというものがある。この説は遺伝学研究上で支持されている。イベリア人は、アイルランド島、グレートブリテン島、フランスに紀元前1千年にいたケルト人と類似しているとみなされるからである（ただし巨石文化の担い手はケルト人ではなく、それ以前に定住していた農耕民である）。その後にケルト人たちは紀元前9世紀と紀元前7世紀の2度、ピレネー山脈を越えて半島へ移住した。ケルト人たちは主としてドウロ川とエブロ川の北部に定住し、イベリア人と混ざり合って暮らした結果ケルティベリア人となった。

- イベリア語、バスク語は、遠く離れたコーカサス諸語と同語族を構成するという説がある[1]。古くコーカサスはギリシャ・ローマ人より「イベリア」と呼ばれており、ここからスペインに移住した民族がバスク人の祖となり、イベリア半島の呼称もそこから来ているという説である。実際、Y染色体ハプログループR1bは西アジア起源とされている[2]。

イベリア人は部族ごとに住み、青銅技術、農業、金属加工術を持っていた。後にさらに都市化した文化になった。金属（製品）をフェニキア人、ギリシャ人、カルタゴ人と貿易していた。

## 外部からの影響
ケルト人は紀元前1000年紀に2度にわたってイベリア半島を訪れ、イベリア人が南部に住む一方、ケルト人は北部と西部に定住した。その結果、中央部で文化がミックスされた、ケルト・イベリア文化ケルティベリアが生まれ、東部沿岸にも広まった。イベリア人、ケルティベリア人は地中海広範囲にわたって貿易を行った。イベリア陶器はフランス、イタリア、北アフリカで見つかっている。
ギリシャの文化も多く学び、「バーサの貴婦人」、「エルチェの貴婦人」像はギリシャの芸術様式の影響が顕著に見える　　
イベリア人とケルティベリア人は第1次ポエニ戦争の後、しばらくしてからカルタゴに支配され、第2次ポエニ戦争ではハンニバルの軍勢に兵隊を送った。その後、カルタゴに代わってローマの勢力が入りこんだ。ローマは第一次ケルティベリア戦争、ヌマンティア戦争など幾たびもの戦争を通じて支配を広げ、紀元前1世紀までかかって全域をローマの属領にした。

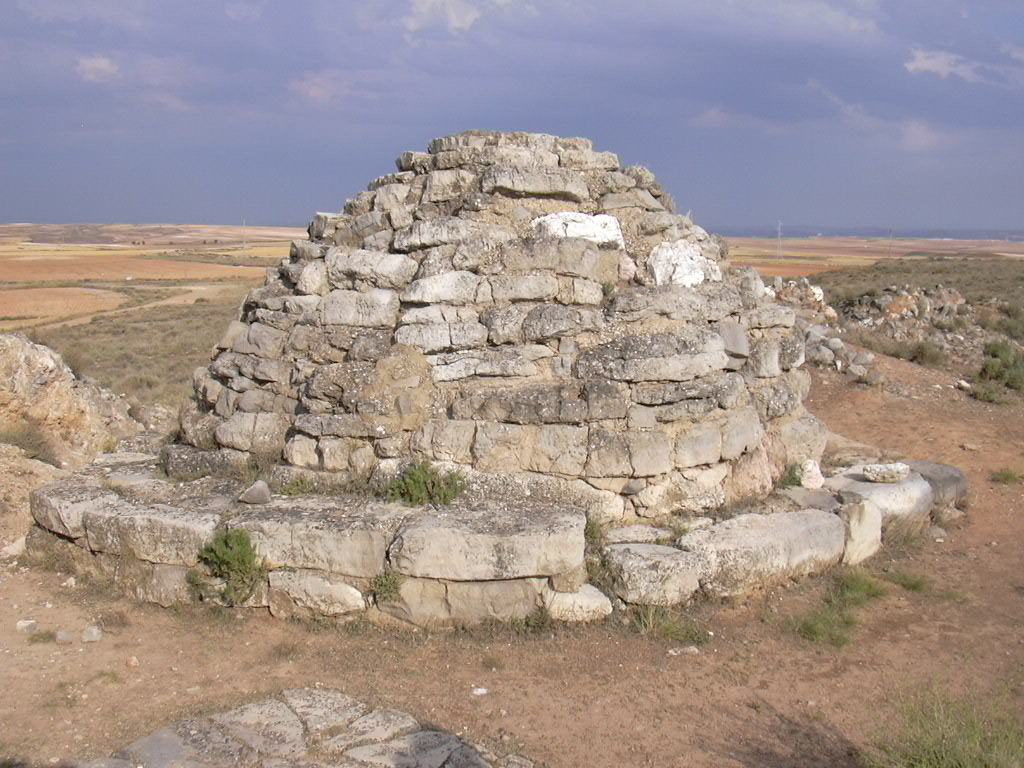
イベリア人の墓、アサイラ（アラゴン州テルエル県）

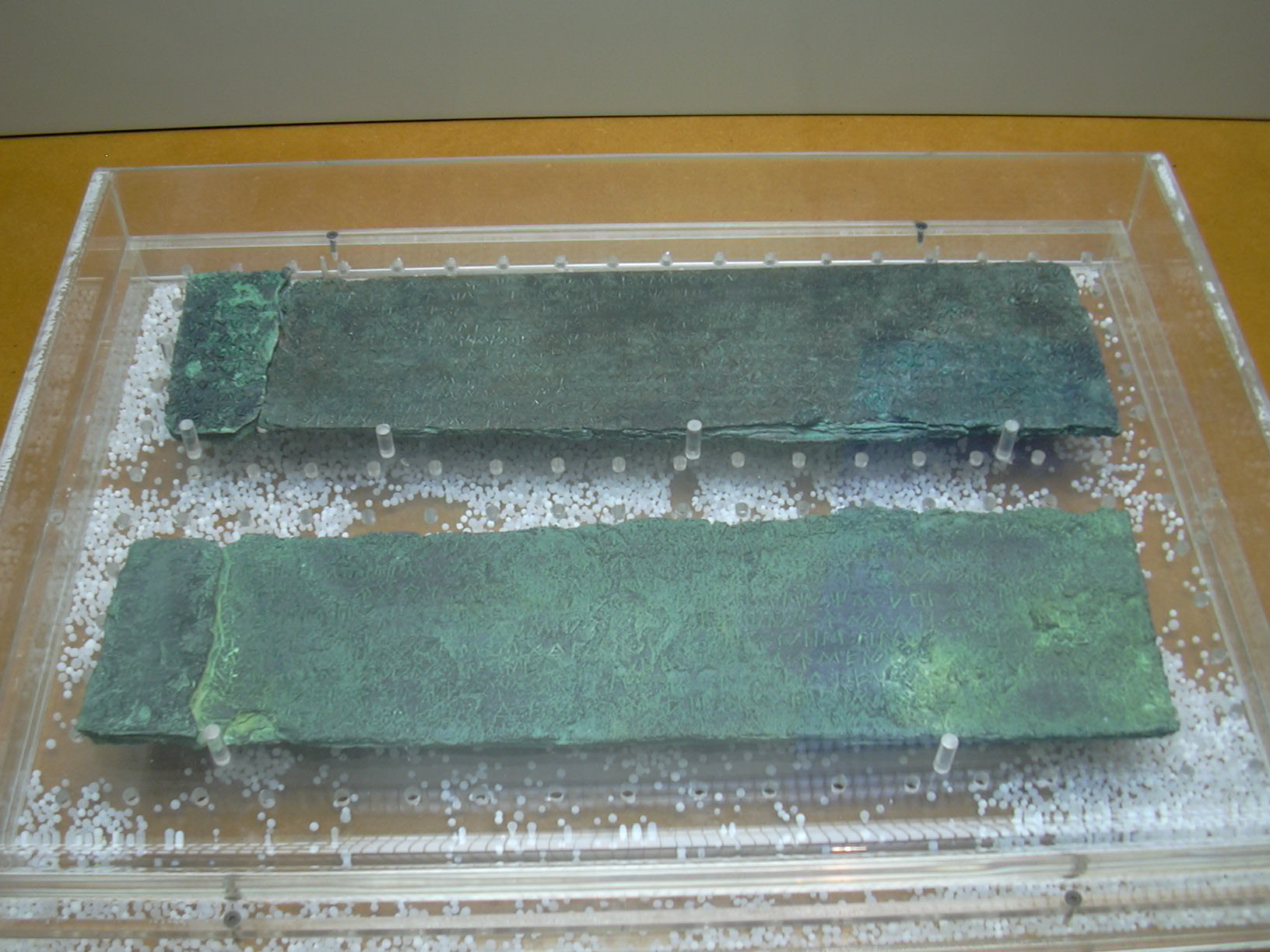
ボトリタ碑文、サラゴサ近郊ボトリ で出土した板（イベリア語とラテン語で書かれている）